# Tomas Michaelsson
Hans Tomas Michaelsson, född 28 april 1971 i Nacka, är en svensk filmproducent. 

## Producent
- 1996-2009 Beck (line producer, producent)
- 2003 – Tur & retur
- 2005 – 27 sekundmeter, snö (TV-serie)
- 2006 - Love and War
- 2009 – Patrik 1,5
- 2011 – Kronjuvelerna
- 2013 – Ego
- 2014 - Beck
- 2014 – Dyke Hard
- 2016 – Beck – Vägs ände
- 2020 – Kalifat (TV-serie)
- 2020 – Spring Uje spring

Produktionsledare för filmerna Stjärnsystrar, En häxa i familjen och för tv-serien En ö i havet.